# Dobšinský kopec
Dobšinský kopec – szczyt na południowych obrzeżach Słowackiego Raju. Wznosi się po południowej stronie sztucznego zbiornika wodnego Palcmanská Maša i doliny rzeki Hnilec. Stoki południowo-zachodnie opadają do doliny Vlčia dolina. Jest to szczyt dwuwierzchołkowy. Mapy podają wysokość wyższego wierzchołka 974 m lub 970 m.
Wyższy wierzchołek wschodni jest częściowo bezleśny i znajduje się na nim przekaźnik radiokomunikacyjny. Drugi, zachodni i niższy wierzchołek jest bezleśny. Przez przełęcz po jego zachodniej stronie prowadzi serpentynami droga krajowa nr 67.  Rozciąga się stąd szeroka panorama widokowa na południe. Przy drodze znajduje się punkt widokowy z opisaną panoramą szczytów.
Pod wzniesieniem Dobšinský kopec wykuto tunel odprowadzający wodę ze zbiornika Palcmanská Maša do Vlčiej doliny (Dobszyna). Jest to woda z dorzecza rzeki Hnilec, odprowadzana jest natomiast do dorzecza rzeki Slanej. Dzięki różnicy wysokości w Vlčiej dolinie napędza turbiny tamtejszej elektrowni.
Przez Dobšinský kopec prowadzi czerwono znakowany główny słowacki dalekobieżny szlak turystyczny (Cesta hrdinov SNP). Na punkcie widokowym krzyżuje się z nim żółty szlak z Dobszyny do Dedinek.

## Szlaki turystyczne
Dobšiná – Dobšinský kopec – Dedinky (stacja kolejowa). Czas przejścia: 1.35 h, ↓ 1.10 h
  odcinek: Besník – Pred  Čuntavou – Stara  Čuntava – Pod Ondrejiskom – Nižná záhrada – Pod Hanesovou I – Gápeľ – Voniarky – Dobšinský kopec. Odległość 17 km, suma podejść 381 m, zejść 551 m, czas przejścia 4.30 h
  odcinek: Dobšinský kopec – sedlo Kruhová – sedlo Dobšinský vrch – Ostrá – Pod Stromišom – Pod Smrečinkou – sedlo Súľová – Peklisko – Pod Hoľou – sedlo Volovec – Volovec – Skalisko - Sedlo Krivé. Odległość 33,4 km, suma podejść 1210 m, suma zejść 945 m, czas przejścia 9.10 h